# Hill-sfære
Hill-sfæren er en kugle-formet, omtrentlig grænse for det område af rummet omkring et himmellegeme, hvori mindre himmellegemer eller rumfartøjer kan forblive i stabile omløbsbaner. Hill-sfærer er relevante for himmellegemer der selv kredser om et endnu større himmellegeme, f.eks. planeter i kredsløb om Solen; inden for deres respektive Hill-sfære kan de enkelte planeter have måner eller rumfartøjer i stabile kredsløb, uden fare for at tyngdepåvirkningen fra Solen trækker dem ud af deres baner om planeten.
Hill-sfæren er defineret af og opkaldt efter den amerikanske astronom George William Hill. Grænsen kaldes undertiden også for Roche-grænsen, efter den franske astronom Édouard Roche som beskrev samme grænse uafhængigt af Hill.
Hill-grænsen er en "øvre grænse"; numeriske simulationer synes at vise, at jo længere tid man forventer et stabilt kredsløb, jo mindre en del af det område, sfæren omfatter, kan man bruge. Først inden for halvdelen eller en tredjedel af den beregnede radius for Hill-sfæren kan man regne med at mindre himmellegemer kan forblive i permanente omløbsbaner.

## Beregning
Hill-sfærens radius {\displaystyle r} beregnes ud fra afstanden {\displaystyle a} mellem det himmellegeme sfæren omgiver, og det større legeme det kredser om, samt masserne {\displaystyle m} og {\displaystyle M} af de to legemer, efter denne formel:

{\displaystyle r=a\cdot {\sqrt[{3}]{\frac {m}{3\cdot M}}}}

## Hill-sfæren og Lagrange-punkterne L1og L2
Det område som Hill-sfæren beskriver, er i virkeligheden ikke sfære- eller kugleformet. Dér hvor området er smallest, er langs linjen mellem de to himmellegemers massecentre; i denne retning afgrænses området af de to Lagrange-punkter L1 og L2.

## Eksempler
For Månen (7,348·1022 kg), der kredser om Jorden (5,972·1024 kg) i en middelafstand af 384 400 km, bliver Hill-sfærens radius 61 531 km, målt fra Månens centrum (eller 58 057 km fra måneoverfladen): Rumfartøjer eller små himmellegemer i kredsløb om Månen inden for denne afstand bliver ikke trukket ud af deres bane om månen på grund af Jordens tyngdepåvirkning.
Inden for vores solsystem har Neptun den største Hill-sfære med en radius på 116 millioner kilometer, primært i kraft af denne planets enorme afstand (cirka 4½ milliard kilometer) til Solen.
I den anden ende af skalaen findes småplaneten (66391) KW4, hvis bane skærer Merkurs bane; når (66391) KW4 er længst væk fra Solen, er dens Hill-sfære på 120 km, men dette tal skrumper til blot 22 km når den kommer nærmest Solen. Alligevel har denne lille planet kunnet "holde på" sin lille måne, kaldet S/2001 (66391) 1.
Omkring planeten Jupiter har man de senere år fundet talrige "nye" måner; den yderste kendte Jupitermåne, S/2003 J 2, har en afstand til Jupiter på indtil 36 millioner kilometer, men Jupiters Hill-sfære er 53 millioner kilometer, så der er teoretisk set "plads" til flere måner i større afstande fra Jupiter.